# James Abercrombie

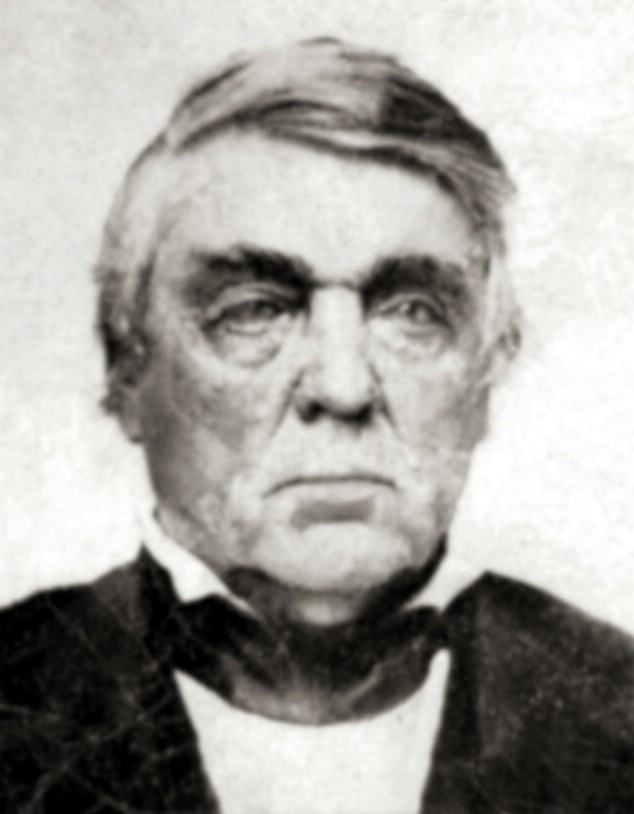
Imagem de James Abercombrie

James Abercombrie (18 de fevereiro de 1792 - 2 de julho de 1861) foi um político dos Estados Unidos. Ele nasceu no Condado de Hancock, na Georgia em 1792. Mudou-se para o Alabama na década de 1810 e se estabeleceu no Condado de Monroe, agora chamado de Condado de Dallas, no Alabama , e, em seguida, no Condado de Montgomery, no Alabama. 
Durante a Guerra de 1812, serviu como cabo no Esquadrão de Cavalaria da Geórgia. Ele tarde estudou direito. 
Ele serviu como um membro da Casa dos Representantes o Alabama entre 1820 a 1822, 1824 a 1825, e 1838 a 1839, também era membro do Senado do Alabama entre 1825 a 1833 e entre 1847 a 1850. Depois de se mudar para o Condado de Russell, no Alabama, em 1834, foi eleito lo Partido Whig para a Câmara dos Representantes dos Estados Unidos pelo 2º distrito congressional de Alabama, entre 4 de março de 1851, até 3 de março de 1855. 
Ele se mudou para Flórida em 1859 e começou a trabalhar no fornecimento de tijolos para o governo. Ele morreu em Pensacola, Flórida em 2 de julho de 1861, e está enterrado no Cemitério de Linwood em Columbus, Geórgia.